# Alessandro Cutolo
Alessandro Aldo Cutolo (Napoli, 28 marzo 1899 – Milano, 14 marzo 1995) è stato un conduttore televisivo e medievista italiano.

## Biografia
Fu professore ordinario di storia medievale all'Università degli Studi di Roma "La Sapienza" e di bibliografia e biblioteconomia all'Università Statale di Milano. Fu il primo direttore del mensile Historia, edito da Cino del Duca, a partire dal dicembre 1957.
Divenne popolare come conduttore della trasmissione Una risposta per voi trasmessa dalla Rai dal 1954 al 1968, uno dei primi programmi di divulgazione culturale offerti dalla televisione. La sigla musicale di questa rubrica era il brano orchestrale Stradivarius di Carlo Alberto Rossi. Cutolo - che si proponeva come una sorta di tuttologo televisivo - ha continuato a riproporre negli anni ottanta la stessa tipologia di trasmissione su una emittente locale campana, quando ormai era ultra ottuagenario ma sempre brillante e arguto.
È stato il primo divulgatore culturale della Rai: «sapeva tutto, almeno così sembrava. E tutto rendeva facile, comprensibile, popolare. Rispondeva alle lettere della gente sempre usando un esempio o ricorrendo a una battuta». Frequenti sono state le sue apparizioni cinematografiche, quasi sempre al fianco di Alberto Sordi, con il quale aveva esordito nel 1962 nel film Il commissario. Lo si ricorda nell'episodio Guglielmo il dentone all'interno del film I complessi, dove interpretava sé stesso nel ruolo di presidente della Rai. È stato anche nel cast di Finché c'è guerra c'è speranza, dove rivestiva i panni dello zio di Alberto Sordi, mercante d'armi.
Anche Ugo Gregoretti, nel 1968, lo inserì nel suo sceneggiato televisivo Il Circolo Pickwick, nella parte del direttore del carcere. Considerato uno dei massimi rappresentanti di una certa televisione delle origini, colta ma allo stesso tempo piacevolmente divulgativa, gli venne tributato un omaggio da parte di Piero Chiambretti che, nel 1989, lo volle al proprio fianco, ormai novantenne, nel programma televisivo Prove tecniche di trasmissione.

## Filmografia
- Il commissario, regia di Luigi Comencini (1962)
- I complessi, episodio "Guglielmo il dentone", regia di Luigi Filippo D'Amico (1965)
- Thrilling, episodio "L'autostrada del Sole", regia di Carlo Lizzani (1965)
- I nostri mariti, episodio "Il marito di Roberta", regia di Luigi Filippo D'Amico (1966)
- Il Circolo Pickwick - serie TV, 6 episodio (1968)
- Non cantare, spara - film TV (1968)
- Il prof. dott. Guido Tersilli primario della clinica Villa Celeste convenzionata con le mutue, regia di Luciano Salce (1969)
- Finché c'è guerra c'è speranza, regia di Alberto Sordi (1974)

## Opere

### Lavori prevalentemente storici
- Antonio Genovese: profilo, Napoli, ITEA editrice, 1925.
- I privilegi dei sovrani angioini alla Città di Napoli, Napoli, pubblicazione a cura del Comune di Napoli, 1929.
- La questione ungherese a Napoli nel secolo XIV, Budapest, Tip. Franklin, 1929.
- Maria d'Enghien, Napoli, ITEA editrice, 1929.
- Il decurionato di Napoli: 1807-1861, Napoli, pubblicazione a cura del Comune di Napoli, 1932.
- Arrigo VII e Roberto d'Angiò, Napoli, Cooperativa tipografica sanitaria, 1932.
- Gli Angioini, Firenze, Nemi, 1934.
- Da diplomatico a giacobino: la vita di Luigi Pio attraverso il suo carteggio inedito, Roma, La Libreria dello Stato, 1935.
- Re Ladislao d'Angiò-Durazzo, 2 voll., Milano, U. Hoepli, 1936.
- Gaspare Rosales: vita romantica di un mazziniano, Milano, U. Hoepli, 1938.
- Scanderbeg, Milano, Istituto per gli studi di politica internazionale (Ispi), 1940.
- Luca de Samuele Cagnazzi, La mia vita, a cura di Alessandro Cutolo, Milano, U. Hoepli, 1944.
- I precedenti e gli albori della signoria di Gian Galeazzo Visconti, Milano, U. Hoepli, 1950.
- Viaggio nel Medioevo italiano: 476-1453, Milano, Valentino Bompiani, 1955.
- Il duca di Brindisi, Milano, A. Martello, 1960.
- Storie minime, Napoli, Fiorentino Editore, 1963.
- Mito e realtà della prima Crociata, Avellino, Edizioni Lions Club, 1964.
- Giovanna II: la tempestosa vita di una regina di Napoli, Novara, Istituto Geografico De Agostini, 1968.

### Altri argomenti
- I romanzi cavallereschi in prosa e in rima del fondo Castiglioni presso la Biblioteca Braidense di Milano, Milano, Istituto di biblioteconomia e bibliografia "Ulrico Hoepli", Università di Milano, 1944.
- Sonetti stravaganti: Sandrino e Mario, Edizione fuori commercio di 300 esemplari numerati, Milano, Edizioni dell'armadillo, 1955.
- Napoli fedelissima, Milano, A. Martello, 1958.
- Lezioni di bibliografia e biblioteconomia: raccolte dal dott. Luigi Banfi, Milano, La goliardica, 1960.
- Nostalgia di Napoli: Almanacco Torriani 1963, disegni di Gennaro Vitiello, Milano-Roma, Torriani, 1963.
- Tra vecchie carte ed amorose storie, Napoli, A. Berisio, 1978.